# Deloneura dondoensis
Deloneura dondoensis är en fjärilsart som beskrevs av Terence Dale Pennington. Deloneura dondoensis ingår i släktet Deloneura och familjen juvelvingar. Inga underarter finns listade i Catalogue of Life.